# 青年湖公园
39°57′14″N 116°23′47″E / 39.95384°N 116.39650°E

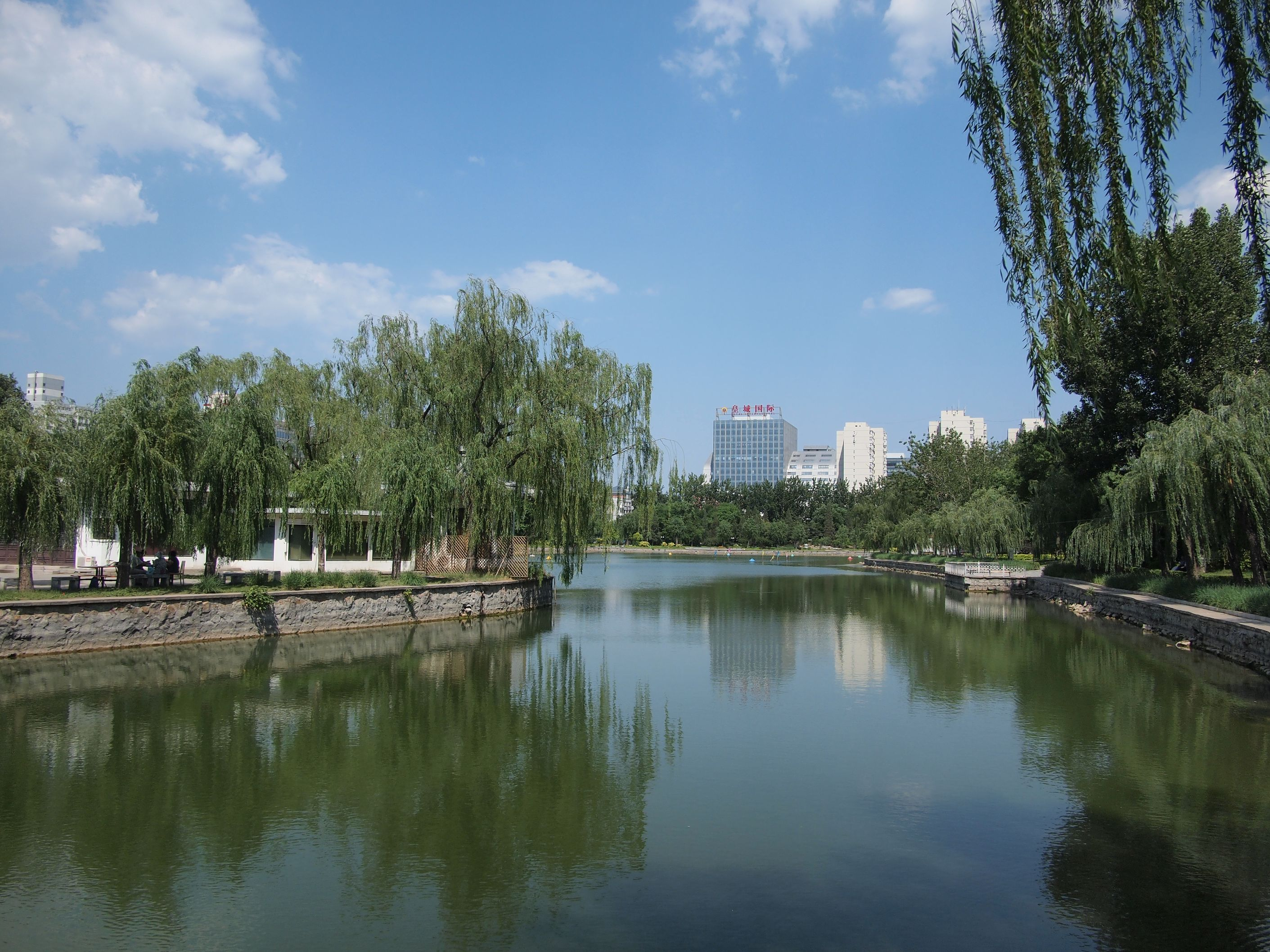
摄于2011年

青年湖公园，位于北京市东城区安定门外安德里北街，是东城区的区属公园。原为俄罗斯正教會的圣母堂。

## 简介
青年湖公园位于安定门外，北中轴路以东，围绕青年湖而建。占地面积达到16.98公顷，其中水面面积为6.11公顷。1958年，青年湖公园建园。公园内建有湖心岛、话剧主题园、游船码头、亲水平台、高尔夫健身俱乐部、水上世界等景观。
青年湖公园先后获评为北京市园林系统公园行业目标管理先进集体、首都精神文明单位。2009年，青年湖公园被北京市园林绿化局评为精品公园。